# إريك بلوخ (كاتب العمود)
إريك بلوخ (بالإنجليزية: Erich Bloch)‏ هو كاتب العمود زيمبابوي، ولد في 2 أبريل 1939 في جوهانسبرغ في جنوب أفريقيا، وتوفي في 20 سبتمبر 2014 في بولاوايو في زيمبابوي.